# Крутик (Минское сельское поселение)
Крутик — поселок в Костромском районе Костромской области. Входит в состав Минского сельского поселения.

## География
Находится в юго-западной части Костромской области на расстоянии приблизительно 8 км на юго-восток по прямой от железнодорожной станции Кострома-Новая у автомобильной дороги Кострома-Красное-на-Волге.

## История
Рядом с поселком находятся развалины кирпичного завода (менее 1 км на северо-запад), что можно связать с возникновением и существованием населенного пункта.

## Население
Постоянное население составляло 109 человек в 2002 году (русские 93 %), 102 в 2022.